# Cóc mày mắt đỏ
Cóc mày mắt đỏ (danh pháp: Leptobrachium pullum) là một loài lưỡng cư thuộc họ Megophryidae.
Đây là loài đặc hữu của Việt Nam.
Môi trường sống tự nhiên của chúng là sông ngòi.